# Elizabeth Webster
Elizabeth Webster es una actriz británica. Es conocida por su papel de Walda Bolton en la serie de HBO, Game of Thrones en su cuarta, quinta y sexta temporadas.

## Primeros años
Nació en el suburbio de Chatham en Rochester, Inglaterra de madre nacida en India de ascendencia rusa y de padre británico con algo de ascendencia estadounidense. Tiene un hermano.

## Filmografía

### Películas
| Año  | Título                           | Papel       | Notas |
| ---- | -------------------------------- | ----------- | ----- |
| 2012 | Cheerful Weather for the Wedding | Betty       |       |
| 2012 | Cockneys vs Zombies              | Natasha     |       |
| 2013 | Frequencies                      | Mrs. Cook   |       |
| 2015 | Pubmonkey                        | Gorda Mavis |       |
| 2015 | Shoot Me. Kiss Me. Cut!          | Ester       |       |

### Televisión
| Año       | Título               | Papel           | Notas                  |
| --------- | -------------------- | --------------- | ---------------------- |
| 2012      | Call the Midwife     | Mrs. Foster     |                        |
| 2012      | The Bloody Mary Show | Viscera         |                        |
| 2013      | The Spa              | Emma            |                        |
| 2014      | Catherine Tate's Nan | Señorita gitana | Especial de televisión |
| 2014–2016 | Game of Thrones      | Walda Bolton    | 5 episodios            |